# Who Do We Think We Are
Who Do We Think We Are! a Deep Purple hard rock együttes hetedik, 1973-ban megjelent stúdióalbuma. Az albumot követően kilépett Ian Gillan és Roger Glover, ezzel véget ért a legsikeresebbnek tartott második felállás (Mk. II) – az 1984-es újraegyesülésig.
A legnagyobb siker a Woman from Tokyo volt az albumról; míg az együttes megélt az előző három nagylemezük és a koncertalbumuk sikeréből, az új lemez nem szerepelt jól az eladási listákon, és a kritika sem volt egyöntetűen pozitív. A digitalizált és újrakevert változat 2000-ben jelent meg. Újdonságként tartalmaz First Day Jam címmel egy instrumentális szerzeményt Blackmore (basszusgitáron), Lord és Paice közreműködésével.

## Az album dalai
Az összes szám az együttes tagjainak a szerzeménye.
1. Woman from Tokyo  – 5:48
2. Mary Long – 4:23
3. Super Trouper – 2:54
4. Smooth Dancer – 4:08
5. Rat Bat Blue  – 5:23
6. Place in Line – 6:29
7. Our Lady – 5:12

Bónusz dalok az újrakevert változaton
1. Woman from Tokyo ('99 Remix)  – 6:37
2. Woman from Tokyo (alternatív változat)  – 1:24
3. Painted Horse (az eredeti kiadáson szerepelt volna, de nem került rá)  – 5:19
4. Our Lady ('99 Remix)  – 6:05
5. Rat Bat Blue (alaptéma, amit a szám írásakor használtak fel)  – 0:57
6. Rat Bat Blue ('99 Remix)  – 5:49
7. First Day Jam (instrumentális)  – 11:31

## Közreműködők
- Ian Gillan – ének
- Ritchie Blackmore – szólógitár
- Jon Lord – billentyűk
- Roger Glover – basszusgitár
- Ian Paice – dob